# 小出朋治
小出 朋治（こいで ともはる、1888年3月9日 - 1945年9月10日）は、ホーリネス弾圧事件で堺刑務所で殉教した、ホーリネス系の日本聖教会参与、牧師である。元日本ホーリネス教会、アライアンスの牧師。
日本基督教団ホーリネスの群の重鎮であった小出忍の実父。

## 生涯

### 幼少期
1888年（明治21年）に新潟県三条町に生まれる。小学校卒業後に上京する。昼間は商店員として働き、夜間は正則英語学校に通学する。1904年（明治37年）頃に中央福音伝道館で受洗する。

### 東洋宣教会牧師
柏木聖書学院に学び、東洋宣教会（後の、日本ホーリネス教会）の牧師になる。
1907年（明治40年）に長岡市の福音伝道館に赴任する。赴任直後、11月24日より、新潟県を巡回した中田重治に同伴し、小出だけ新潟県にとどまり伝道をする。そして、1908年（明治41年）4月10日に東洋宣教会が役員会制度を設けた時に、丹羽平三郎、高野雪と共に新潟県長岡市の牧師に任命される。
1909年（明治42年）には、米子に福音伝道館が開設されることになり、7月6日より11日まで、柏木の聖書学院で開かれた年会で秋山由五郎と共に米子福音伝道館の伝道者に任命された。

### 聖教団事件
1911年（明治44年）埼玉県大宮（現、秩父市）の福音館で牧師をしているときに、聖教団事件が起こる。小出は中田重治監督側につき、渡辺善太、米田豊たちと一緒に東洋宣教会の教職者を辞任する。
短期間で聖教団事件が収束した後、小出は中田の行動に失望しホーリネスを離れ、鹿児島県奄美大島の名瀬で半自給をしながら開拓伝道を始めた。1912年（明治45年）には中田重治が奄美大島にいた小出を訪ねた。

### アライアンス牧師時代
1917年（大正6年）小出が廣島アライアンス教会(現・日本同盟基督教団)から招聘され、中野教会に赴任する。1920年（大正9年）6月には元牧師の眞嶋慶三郎が中野教会に復帰すると。小出は伊東教会へ転出した。

### ホーリネス復帰
1922年（大正11年）に日本ホーリネス教会に戻り、ホーリネス浅草教会の牧師になる。1923年9月1日に関東大震災が起こったとき、小出が牧師をしていた浅草教会は焼失したが、小出一家の着の身着のままで逃げて無事だった。10月8日の「聖潔の友」に震災の体験記である「御守りの記」を掲載した。

### 朝鮮・満州伝道
1925年（大正14年）京城に転任し、日本ホーリネス教会の鮮満部長に任命される。
1933年（昭和8年）5月2日、京城で伝道していた時に、朝鮮半島を訪問中の中田重治と共に、普州に行き、更に小出は中田を案内して、小鹿島という島に行き慈恵病院というらい診療所に行った。小出は小鹿島に巡回伝道しており、病院の700名の内、350名がすでに洗礼を受けていた。

### 日本聖教会参与
1936年（昭和11年）のホーリネス分裂事件後に、1937年（昭和12年）日本に戻り、日本聖教会参与に任命され、近畿部長、大阪西野田教会の牧師に任命された。大阪西野教会の牧師をしている時に、美術学生であった小山宗祐に洗礼を授ける。
なり、1941年（昭和16年）6月に日本基督教団成立時には、第6部に所属する。

### 検挙
1942年（昭和17年）のホーリネス系3団体の一斉検挙のときに逮捕され、禁固3年の実刑判決を受けた。ただ一度だけ、家族に手紙を書くことが許された。その手紙には、「生還を願わずして死に至るまで信なれ」と書いてあった。

### 殉教
1945年（昭和20年）の終戦後に、堺刑務所で釈放間近になり、病死したとの知らせがあり、夫人と子息の小出忍が遺体を引き取りに行った。死亡診断書によれば9月10日午後12時半死亡で、死因は動脈硬化症とされていたものの、遺体には3センチの幅の生々しい血痕が2つあり、背中には鉄棒で殴られたらしい紫に腫れた斑点があり、特別高等警察の拷問により死亡したと見られている。